# Andrew Alberts
Ne pas confondre avec Andrew Albers.
Pour les articles homonymes, voir Alberts.
Andrew James Alberts (né le 30 juin 1981 à Minneapolis, dans l'État du Minnesota aux États-Unis) est un joueur professionnel américain de hockey sur glace évoluant à la position de défenseur.

## Carrière
Après deux saisons avec les Black Hawks de Waterloo de la United Hockey League, Andrew Alberts se voit être réclamé à l'été 2001 par les Bruins de Boston qui font de lui leur choix de sixième ronde lors du repêchage annuel de la Ligue nationale de hockey.
Il rejoint dès l'année suivante les Eagles de Boston College, équipe évoluant dans la division Hockey East de la NCAA. Il reste avec les Eagles durant les quatre saisons suivantes avant de rejoindre au terme de la saison 2004-2005 le club affilié aux Bruins dans la Ligue américaine de hockey, les Bruins de Providence. Il décroche rapidement un poste régulier dans la LNH avec les Bruins.
Après avoir raté une grande partie de la saison 2007-2008 en raison d'une commotion cérébrale, les Bruins le cède aux Flyers de Philadelphie avec qui il ne reste que pour une saison. Devenant agent libre à l'été 2009, il signe alors un contrat avec les Hurricanes de la Caroline
En équipe nationale, Alberts représente les États-Unis lors des Championnats du monde de hockey sur glace de 2006 et 2007.
Le 3 mars 2010, les Hurricanes l'échangent aux Canucks de Vancouver.

## Statistiques

### En club
| Saison     | Équipe                    | Ligue      |     | Saison régulière | Saison régulière | Saison régulière | Saison régulière | Saison régulière |   | Séries éliminatoires | Séries éliminatoires | Séries éliminatoires | Séries éliminatoires | Séries éliminatoires |
| Saison     | Équipe                    | Ligue      | PJ  | B                | A                | Pts              | Pun              | PJ               | B | A                    | Pts                  | Pun                  |                      |                      |
| 1999-2000  | Black Hawks de Waterloo   | USHL       | 49  | 2                | 2                | 4                | 55               | 4                | 0 | 0                    | 0                    | 12                   |                      |                      |
| 2000-2001  | Black Hawks de Waterloo   | USHL       | 54  | 4                | 10               | 14               | 128              | -                | - | -                    | -                    | -                    |                      |                      |
| 2001-2002  | Eagles de Boston College  | NCAA       | 38  | 2                | 10               | 12               | 52               | -                | - | -                    | -                    | -                    |                      |                      |
| 2002-2003  | Eagles de Boston College  | NCAA       | 39  | 6                | 16               | 22               | 60               | -                | - | -                    | -                    | -                    |                      |                      |
| 2003-2004  | Eagles de Boston College  | NCAA       | 42  | 4                | 12               | 16               | 64               | -                | - | -                    | -                    | -                    |                      |                      |
| 2004-2005  | Eagles de Boston College  | NCAA       | 30  | 4                | 12               | 16               | 67               | -                | - | -                    | -                    | -                    |                      |                      |
| 2004-2005  | Bruins de Providence      | LAH        | 8   | 0                | 0                | 0                | 16               | 16               | 1 | 4                    | 5                    | 40                   |                      |                      |
| 2005-2006  | Bruins de Boston          | LNH        | 73  | 1                | 6                | 7                | 68               | -                | - | -                    | -                    | -                    |                      |                      |
| 2005-2006  | Bruins de Providence      | LAH        | 6   | 0                | 1                | 1                | 7                | -                | - | -                    | -                    | -                    |                      |                      |
| 2006-2007  | Bruins de Boston          | LNH        | 76  | 0                | 10               | 10               | 124              | -                | - | -                    | -                    | -                    |                      |                      |
| 2007-2008  | Bruins de Boston          | LNH        | 35  | 0                | 2                | 2                | 39               | 2                | 0 | 0                    | 0                    | 0                    |                      |                      |
| 2008-2009  | Flyers de Philadelphie    | LNH        | 79  | 1                | 12               | 13               | 61               | 6                | 0 | 1                    | 1                    | 10                   |                      |                      |
| 2009-2010  | Hurricanes de la Caroline | LNH        | 62  | 2                | 8                | 10               | 74               | -                | - | -                    | -                    | -                    |                      |                      |
| 2009-2010  | Canucks de Vancouver      | LNH        | 14  | 1                | 1                | 2                | 13               | 10               | 0 | 1                    | 1                    | 27                   |                      |                      |
| 2010-2011  | Canucks de Vancouver      | LNH        | 42  | 1                | 6                | 7                | 41               | 9                | 0 | 0                    | 0                    | 6                    |                      |                      |
| 2011-2012  | Canucks de Vancouver      | LNH        | 44  | 2                | 1                | 3                | 40               | -                | - | -                    | -                    | -                    |                      |                      |
| 2012-2013  | Canucks de Vancouver      | LNH        | 24  | 0                | 1                | 1                | 32               | 4                | 0 | 0                    | 0                    | 2                    |                      |                      |
| 2013-2014  | Canucks de Vancouver      | LNH        | 10  | 0                | 0                | 0                | 0                | -                | - | -                    | -                    | -                    |                      |                      |
| Totaux LNH | Totaux LNH                | Totaux LNH | 459 | 8                | 47               | 55               | 492              | 31               | 0 | 2                    | 2                    | 45                   |                      |                      |

### Statistiques en équipe nationale
| Année | Équipe     | Compétition          |   | PJ | B | A | Pts | Pun      |  | Résultats |
| 2006  | États-Unis | Championnat du monde | 7 | 1  | 0 | 1 | 14  | 6e place |  |           |
| 2007  | États-Unis | Championnat du monde | 7 | 0  | 1 | 1 | 14  | 5e place |  |           |

## Honneurs et trophées
- 2003-2004
  - nommé dans la deuxième équipe d'étoiles Hockey East
  - nommé dans la première équipe d'étoiles de l'est des États-Unis de NCAA
- 2004-2005
  - nommé dans la deuxième équipe d'étoiles Hockey East
  - nommé dans la première équipe d'étoiles de l'est des États-Unis de NCAA

## Transactions en carrière
- Repêchage 2001 : repêché par les Bruins de Boston (6e choix de l'équipe, 179e au total).
- 14 octobre 2008 : échangé par les Bruins aux Flyers de Philadelphie en retour de Ned Lukacevic et du choix de quatrième ronde des Flyers au repêchage de 2009 (les Bruins sélectionne avec ce choix Lane MacDermid).
- 15 juillet 2009 : signe à titre d'agent libre avec les Hurricanes de la Caroline.